# Mihovil Kačić
Mihovil Kačić (mađ. Kacsics nembeli Mihály) (? – ?, iza 1228.), ugarski plemić hrvatskog porijekla, erdeljski vojvoda (1209. – 1212.) i slavonski ban (1212.) iz hrvatske velikaške obitelji Kačića.
Potječe iz hrvatske velikaške obitelji koja je imala sjedište u Omišu. Njegov brat bio je Šimun Kačić (mađ. Kacsics nembeli Simon) koji je zajedno s bratom obnašao dužnost slavonskog bana 1212. godine. Moguće je da su braća stupila u službu ugarskog i hrvatskog kralja Andrije II. (1205. – 1235.), dok je obnašao dužnost hercega u Hrvatskoj pa ih je povukao sa sobom na dvor u Ugarsku. Mihovil je imao dvojicu sinova, od kojih je stariji, Leustach, bio začetnik mađarske plemićke obitelji Zagyvafői, dok je mlađi sin, Falkos, bio rodonačelnik kasnijih mađarskih plemićkih obitelji Szécsényi, Farkas de Szeszárma, Tompos de Libercse, Radó de Libercse i Geréb de Vingárt.
Sudjelovao je 1213. godine, zajedno s bratom Šimunom, u ubojstvu ugarske kraljice Gertrude Meranske, zbog čega su im vjerojatno bili zaplijenjeni posjedi 1228. godine.

## Vanjske poveznice
- Majnarić, Ivan (2009.), "Prilog diskusiji o genealoškoj svezi omiških i ugarskih Kačića"
- Kačići – Proleksis enciklopedija
- Kačići – Hrvatski biografski leksikon